# Kompolje, Dobrepolje
Kompolje este o localitate din comuna Dobrepolje, Slovenia, cu o populație de 463 de locuitori.